# Abaetetuba (Sclerosomatidae)
Abaetetuba là một chi Opiliones thuộc họ Sclerosomatidae.

## Loài
- Abaetetuba bahiensis  (Mello-Leitão, 1931)
- Abaetetuba citrina  (Pocock, 1903)
- Abaetetuba lisei  Tourinho-Davis, 2004
- Abaetetuba luteipalpis  (Roewer, 1910)
- Abaetetuba plaumanni  (Roewer, 1953)